# USS Nereus (AS-17)
La USS Nereus (hull classification symbol AS-17) fu una nave d'appoggio per sommergibili della United States Navy, appartenente alla classe Fulton; prendeva il nome da Nereus, che nella mitologia greca era il figlio maggiore di Ponto e Gaia.

## Storia
La Nereus fu impostata il 12 ottobre 1943 presso il Mare Island Navy Yard di Vallejo; fu varata il 12 febbraio 1945 ed entrò in servizio il 27 ottobre 1945, con il Capitan L. D. Follmer al comando. Fu la terza nave della US Navy ad avere questo nome.
Nel 1945, la nuova nave di supporto per sottomarini partì per il Giappone il 15 dicembre, passando per Pearl Harbor. Arrivò a Sasebo agli inizi del 1946, dove spogliò dei materiali utili 39 sommergibili giapponesi che furono affondati con delle cariche esplosive dal gruppo di demolizione della US Navy nell'ambito dell'operazione Roads End, durata dal 1º al 2 aprile dello stesso anno.
Dopo aver lasciato Sasebo, la Nereus proseguì verso la baia di Subic con scali a Nagasaki e a Manila. Una volta a Subic, l'equipaggio caricò dei siluri da riportare negli Stati Uniti.
La Nereus arrivò al porto di San Diego, California, il 13 maggio dove rimase per un anno a dare supporto e a riparare i sottomarini lì dislocati. Il 28 giugno del 1947 la nave venne preparata per l'operazione Blue Nose; questo viaggio era completamente nuovo per una nave del genere: assieme ai sottomarini Boarfish (ss-327), Caiman (ss-323) e Cabezon (ss-334), la Nereus fu integrata nel TG 17.3, per andare alle Isole Aleutine dove il retroammiraglio Allan Rockwell McCann, comandante delle forze sottomarine del Pacifico, salì a bordo. Il 25 luglio il gruppo era di nuovo in preparazione, questa volta per un viaggio alle Isole Pribilof. Durante tale transito, unità della United States Air Force con sede ad Adak presero parte a manovre di addestramento anti-sottomarino. Il 30 luglio, la Nereus passò lo Stretto di Bering e attraversò il Circolo polare artico.
Seguendo la Nereus, le navi dell'operazione "Blue Nose" avvistarono la banchisa la mattina del 1 agosto 1947; dopo aver raggiunto la latitudine 72' 15' nord, le navi proseguirono indipendentemente lungo la banchisa per determinarne la forma.
Prima di tornare al porto di San Diego, la Nereus visitò molti luoghi, tra cui la Baia di Morton, Kodiak, Juneau e Vancouver. Dopo quest'ultimo viaggio la Nereus ritornò a Mare Island per la sua prima revisione.
Sin dal 1948, la Nereus era primariamente utilizzata per servire e riparare i sottomarini a San Diego. Durante i 20 anni seguenti, la Nereus fece viaggi occasionali a Pearl Harbor, ad Acapulco e vari porti della costa occidentale americana. Nel 1948 la Nereus riuscì a fotografare l'affondamento dell'incrociatore Salt Lake City (CA-28), trasformato in nave bersaglio per le esercitazioni di tiro, a circa 130 miglia dalla costa. Nella primavera del 1955, la Nereus accompagnò i sottomarini Tunny (SSG-282), Carbonero (SS-337) e Cusk (SS-348) fino a Pearl Harbor, dove agì da nave osservatrice e da quartier generale avanzato durante il primo lancio operativo di missili da un sottomarino.
Nel novembre del 1960, il sottomarino Halibut (SSGN-587) fu rifornito dalla Nereus; era il primo sottomarino a propulsione nucleare a venir rifornito in questo modo. L'anno seguente, la Nereus portò dei missili balistici al sottomarino Theodore Roosevelt. Nell'autunno del 1964, la Nereus procurò supporto subacqueo per la valutazione operativa del sistema d'armi ASROC. Due anni dopo, la versatilità della Nereus nel servizio Shields (DD-596) la fece sommergere di complimenti da parte della ComSubPac e dal capitano della nave.
La Nereus entrò nell'US Naval Shipyard a Mare Island il 1 novembre per una revisione poi terminata il 7 aprile 1967, e fece rapporto alla ComSubFlot1 l'11 maggio. Nello stesso mese la Nereus visitò Acapulco e divenne la nave ammiraglia della ComSubRon5. Nell'autunno del 1967, il computer UNIVAC 1500 fu installato sulla Nereus per velocizzare le operazioni della nave.
La Nereus fu poi radiata dal servizio attivo nel 1971; nel 2012 fu portata alla Baia di Suisun per poter essere demolita alla Esco Marine Inc., a Brownsville, Texas.